# Championnat d'Europe féminin de hockey sur glace 1989
Navigation
Tchécoslovaquie 1991
Le premier Championnat d'Europe féminin de hockey sur glace a lieu du 4 au 9 avril 1989 à Ratingen et Düsseldorf en Allemagne de l'Ouest. Il s'agit de la première compétition internationale féminine de hockey sur glace organisée par la Fédération internationale de hockey sur glace (IIHF).

## Qualifications
Dix équipes se sont inscrites pour le championnat d'Europe. Un tour de qualification est organisé pour les quatre équipes les plus faibles.
Les Pays-Bas s'imposent 8-4, score cumulé.
| 6 mars 1989 | Grande-Bretagne | 2-4 (0-0, 1-2, 1-2) | Pays-Bas | Chelmsford |

| 7 mars 1989 | Grande-Bretagne | 2-4 (0-3, 1-0, 1-1) | Pays-Bas | Chelmsford |

La Tchécoslovaquie s'impose 5-2, score cumulé.
| 18 mars 1989 | Tchécoslovaquie | 1-1 (0-0, 1-1, 0-0) | France | Plzeň |

| 19 mars 1989 | Tchécoslovaquie | 4-1 (1-0, 1-0, 2-1) | France | Beroun |

## Championnat d'Europe
Les deux premiers de chaque groupe se qualifient pour les demi-finales tandis que les autres équipes jouent des matchs de classement.

### Premier tour

#### Groupe A
| 4 avril 1989 | Suède | 12-0 (3-0, 7-0, 2-0) | Pays-Bas |  |

| 4 avril 1989 | Suisse | 4-4 (1-0, 2-1, 1-3) | Norvège |  |

| 5 avril 1989 | Suisse | 17-1 (6-1, 2-0, 9-0) | Pays-Bas |  |

| 5 avril 1989 | Suède | 2-0 (0-0, 1-0, 1-0) | Norvège |  |

| 6 avril 1989 | Suède | 10-3 (5-0, 4-1, 1-2) | Suisse |  |

| 6 avril 1989 | Norvège | 14-0 (5-0, 2-0, 7-0) | Pays-Bas |  |

| Clt   | Équipe   | PJ | V | D | N | BP | BC | Diff | Pts |
| ----- | -------- | -- | - | - | - | -- | -- | ---- | --- |
| +001, | Suède    | 3  | 3 | 0 | 0 | 24 | 3  | +21  | 6   |
| +002, | Norvège  | 3  | 1 | 1 | 1 | 18 | 6  | +12  | 3   |
| +003, | Suisse   | 3  | 1 | 1 | 1 | 24 | 15 | +11  | 3   |
| +004, | Pays-Bas | 3  | 0 | 3 | 0 | 1  | 43 | -42  | 0   |

- Qualifié pour les demi-finales
- Matchs de classement

#### Groupe B
| 4 avril 1989 | Finlande | 34-0 (12-0, 12-0, 10-0) | Tchécoslovaquie |  |

| 4 avril 1989 | Allemagne de l'Ouest | 2-0 (0-0, 0-0, 2-0) | Danemark |  |

| 5 avril 1989 | Danemark | 6-0 (2-0, 3-0, 1-0) | Tchécoslovaquie |  |

| 5 avril 1989 | Allemagne de l'Ouest | 0-5 (0-0, 0-1, 0-4) | Finlande |  |

| 6 avril 1989 | Finlande | 18-0 (4-0, 6-0, 8-0) | Danemark |  |

| 6 avril 1989 | Allemagne de l'Ouest | 15-0 (3-0, 7-0, 5-0) | Tchécoslovaquie |  |

| Clt   | Équipe               | PJ | V | D | N | BP | BC | Diff | Pts |
| ----- | -------------------- | -- | - | - | - | -- | -- | ---- | --- |
| +001, | Finlande             | 3  | 3 | 0 | 0 | 57 | 0  | +57  | 6   |
| +002, | Allemagne de l'Ouest | 3  | 2 | 1 | 0 | 17 | 5  | +12  | 4   |
| +003, | Danemark             | 3  | 1 | 2 | 0 | 6  | 20 | -14  | 3   |
| +004, | Tchécoslovaquie      | 3  | 0 | 3 | 0 | 0  | 55 | -55  | 0   |

- Qualifié pour les demi-finales
- Matchs de classement

### Matchs de classement

#### Tableau
|  | Matchs de classement | Matchs de classement |          |   | Cinquième place | Cinquième place |
|  | Matchs de classement | Matchs de classement |          |   | Cinquième place | Cinquième place |
|  |                      |                      |          |   |                 |                 |
|  |                      |                      |          |   |                 |                 |
|  |                      |                      |          |   |                 |                 |
|  | Danemark             | 2                    |          |   |                 |                 |
|  | Danemark             | 2                    |          |   |                 |                 |
|  | Pays-Bas             | 1                    |          |   |                 |                 |
|  | Pays-Bas             | 1                    | Danemark | 1 |                 |                 |
|  |                      |                      | Danemark | 1 |                 |                 |
|  |                      | Suisse               | 3        |   |                 |                 |
|  | Suisse               | Suisse               | 3        | 9 |                 |                 |
|  | Suisse               |                      |          | 9 |                 |                 |
|  | Tchécoslovaquie      | 3                    |          |   |                 |                 |
|  | Tchécoslovaquie      | 3                    |          |   |                 |                 |

#### Détails des matchs

##### Match de classement
| 8 avril 1989 | Danemark | 2-1 (1-0, 1-1, 0-0) | Pays-Bas |  |

| 8 avril 1989 | Suisse | 9-3 (3-3, 3-0, 3-0) | Tchécoslovaquie |  |

##### Match pour la septième place
| 9 avril 1989 | Tchécoslovauie | 7-1 (3-0, 3-0, 1-1) | Pays-Bas |  |

##### Match pour la cinquième place
| 9 avril 1989 | Suisse | 3-1 (0-0, 1-1, 2-0) | Danemark |  |

### Phase finale

#### Tableau
|  | Demi-finales         | Demi-finales |          |   | Finale | Finale |
|  | Demi-finales         | Demi-finales |          |   | Finale | Finale |
|  |                      |              |          |   |        |        |
|  |                      |              |          |   |        |        |
|  |                      |              |          |   |        |        |
|  | Finlande             | 9            |          |   |        |        |
|  | Finlande             | 9            |          |   |        |        |
|  | Norvège              | 1            |          |   |        |        |
|  | Norvège              | 1            | Finlande | 7 |        |        |
|  |                      |              | Finlande | 7 |        |        |
|  |                      | Suède        | 1        |   |        |        |
|  | Suède                | Suède        | 1        | 4 |        |        |
|  | Suède                |              |          | 4 |        |        |
|  | Allemagne de l'Ouest | 3            |          |   |        |        |
|  | Allemagne de l'Ouest | 3            |          |   |        |        |

#### Détails des matchs

##### Demi-finales
| 8 avril 1989 | Finlande | 9-1 (2-0, 5-1, 2-0) | Norvège |  |

| 8 avril 1989 | Suède | 4-3 (2-1, 2-1, 0-1) | Allemagne de l'Ouest |  |

##### Match pour la troisième place
| 9 avril 1989 | Allemagne de l'Ouest | 2-1 (TB) (0-0, 1-1, 0-0, 0-0, 1-0) | Norvège |  |

##### Finale
| 9 avril 1989 | Finlande | 7-1 (4-0, 1-0, 2-1) | Suède |  |

### Bilan
La Finlande remporte ce premier Championnat d'Europe en dominant en finale la Suède. À domicile les Allemandes de l'Ouest complète le podium. Le tournoi sert également de qualifications pour le Championnat du monde 1990, avec les cinq premières équipes qualifiées.
| Clt                | Équipe               |
| ------------------ | -------------------- |
| Médaille d'or      | Finlande             |
| Médaille d'argent  | Suède                |
| Médaille de bronze | Allemagne de l'Ouest |
| 4                  | Norvège              |
| 5                  | Suisse               |
| 6                  | Danemark             |
| 7                  | Tchécoslovaquie      |
| 8                  | Pays-Bas             |

### Récompenses individuelles
- Meilleures joueuses[3]
  - Meilleure gardienne : Maria Ettensberger (Allemagne de l'Ouest)
  - Meilleure défenseure : Susanne Mörne (Suède)
  - Meilleure attaquante : Sari Krooks (Finlande)
  - Meilleure marqueuse : Kim Urech (Suisse), 22 points (14 buts et 8 aides)

| Position         | Joueuse            | Équipe               |
| ---------------- | ------------------ | -------------------- |
| Gardienne de but | Lene Rasmussen     | Danemark             |
| Défenseure       | Anne Haanpää       | Finlande             |
| Défenseure       | Sandra Kinza       | Allemagne de l'Ouest |
| Attaquante       | Marianne Ihalainen | Finlande             |
| Attaquante       | Kim Urech          | Suisse               |
| Attaquante       | Sari Krooks        | Finlande             |